# Hieracium percome
Hieracium percome là một loài thực vật có hoa trong họ Cúc. Loài này được Omang mô tả khoa học đầu tiên.